# Nor-Am Cup 1978
La Nor-Am Cup 1978 fu l'8ª edizione della manifestazione organizzata dalla Federazione Internazionale Sci, la prima con tale denominazione (in precedenza era chiamata Can-Am Cup).
In campo maschile lo statunitense Billy Taylor si aggiudicò sia la classifica generale, sia quella di slalom speciale; i suoi connazionali Doug Powell e Bob Hill vinsero rispettivamente quella di discesa libera e di slalom gigante. Il canadese Raymond Pratte era il detentore uscente della Coppa generale.
In campo femminile la statunitense Maggie Crane si aggiudicò la classifica generale; le sue connazionali Holly Flanders e Cindy Nelson vinsero rispettivamente quella di discesa libera e di slalom speciale, mentre quella di slalom gigante non fu stilata. La statunitense Heidi Preuss era la detentrice uscente della Coppa generale.